# Doksy - zámek
Doksy - zámek este o arie protejată (arie specială de conservare — SAC, sit de importanță comunitară — SCI) din Republica Cehă întinsă pe o suprafață de 0,57 ha, integral pe uscat.

## Localizare
Centrul sitului Doksy - zámek este situat la coordonatele 50°33′54″N 14°39′10″E / 50.565°N 14.652778°E.

## Înființare
Situl Doksy - zámek a fost declarat sit de importanță comunitară în aprilie 2005 pentru a proteja 1 specie de animale. Situl a fost protejat și ca arie specială de conservare în septembrie 2016.

## Biodiversitate
Situată în ecoregiunea continentală, aria protejată nu include niciun habitat protejat.
La baza desemnării sitului se află o specie protejată de  mamifere: liliac comun (Myotis myotis).